# Huile de palme
Ne doit pas être confondu avec Huile de palmiste.
L’huile de palme est une huile végétale extraite de la pulpe des fruits du palmier à huile (Elaies guineensis), un arbre originaire d'Afrique tropicale dont est aussi tirée l’huile de palmiste, extraite du noyau de ses fruits.
Avec plus de 50 millions de tonnes produites chaque année, c'est l'huile végétale la plus consommée au monde. L'Indonésie et la Malaisie sont aujourd'hui les principaux pays producteurs mondiaux de ce fruit avec 85 % de la production. Ingrédient traditionnel de la cuisine de certaines régions d'Afrique de l'Ouest, sa production s'est implantée au cours du XXe siècle dans les régions tropicales d'Amérique du Sud et d'Asie. Elle est actuellement massivement utilisée dans les pays non producteurs pour la fabrication d'aliments transformés, en remplacement des graisses animales (saindoux, beurre, etc.) et des huiles végétales hydrogénées (dites trans). À ce titre, elle est aussi devenue à la fin du XXe siècle et au début du XXIe siècle l'un des symboles des problèmes ou limites rencontrés par l'agroindustrie monoculturale et le « capitalisme agraire ».
Sa haute teneur en acides gras saturés est l'objet de critiques en ce qui concerne ses effets sur la santé humaine pour plusieurs raisons. La première est que les acides gras saturés ne font pas partie des acides gras essentiels. Ils ne sont donc pas indispensables à l'alimentation humaine et favorisent au contraire l'obésité. La seconde concerne leurs effets directs sur la santé humaine. Ainsi, une méta-analyse reprenant toutes les études scientifiques publiées sur le sujet conclut en 2015 que l'huile de palme a un impact négatif sur le taux de cholestérol semblable à celui des graisses animales, proche de celui des graisses hydrogénées, et bien plus fort que celui des huiles végétales riches en acides gras insaturés (olive, arachide, etc.).
Les ONG dénoncent, quant à elles, le développement des plantations de palmiers à huile, car il entraîne une importante déforestation en Malaisie, Indonésie et Papouasie-Nouvelle-Guinée, et constitue une grave menace pour diverses espèces animales vivant dans ces forêts et déjà en danger d'extinction (orangs-outans, gibbons, tigres…). Cependant, le palmier à huile produit beaucoup plus par hectare que les cultures concurrentes (colza, tournesol, soja) à la teneur en acides gras essentiels toutefois plus élevée. Si on devait donc le remplacer par celles-ci, sans réduire la production, cela engendrerait davantage de déforestation. Cette productivité en fait également l'huile la moins chère. 
En 2016, Amnesty International a publié un rapport dénonçant le travail des enfants et le travail forcé dans les plantations d'Indonésie.

## Histoire

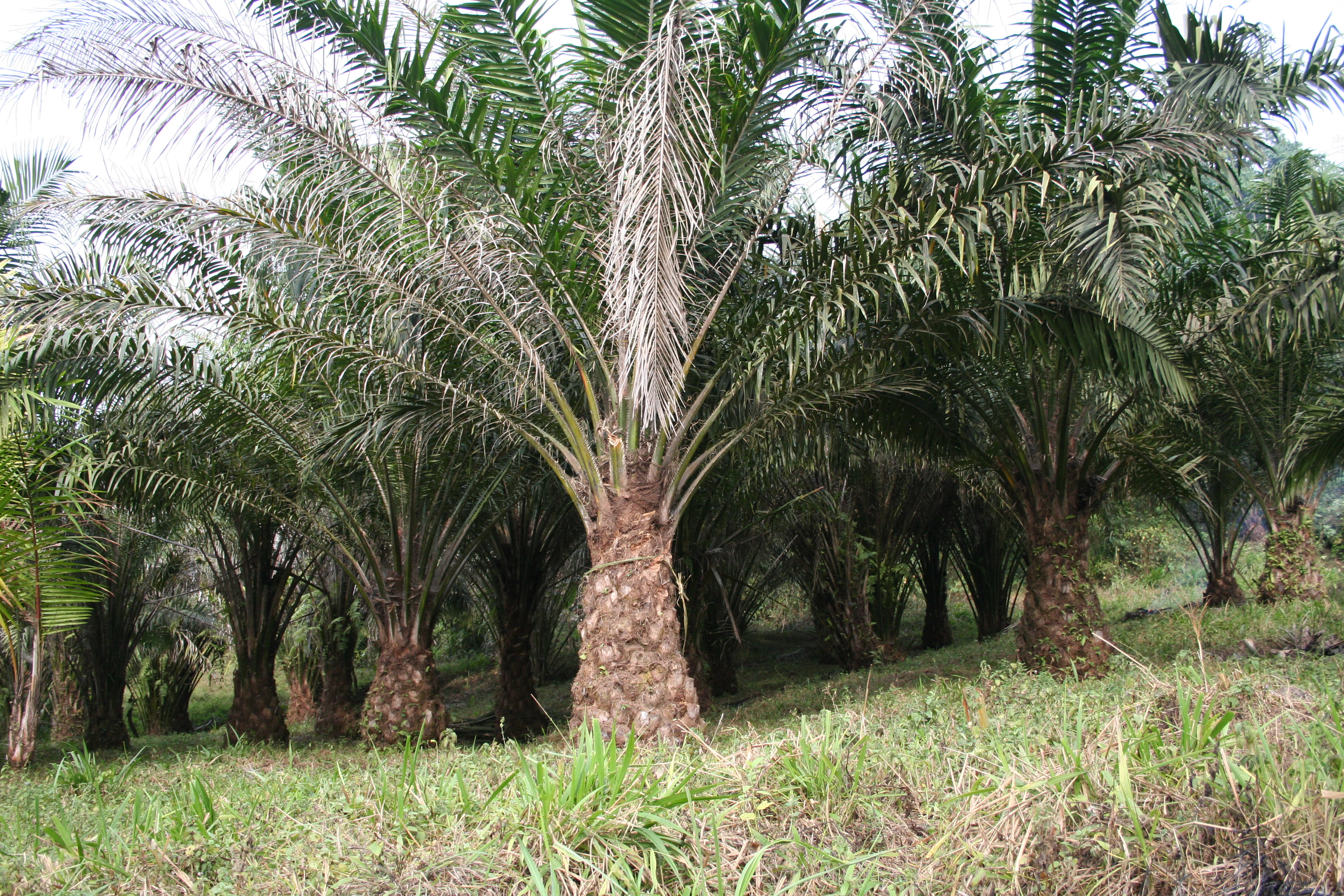
Palmier à huile (Elaeis guineensis).

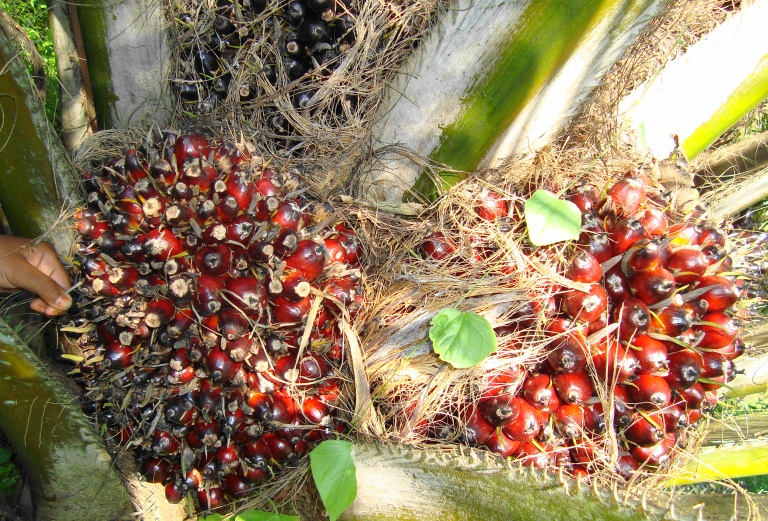
Fruits du palmier à huile.

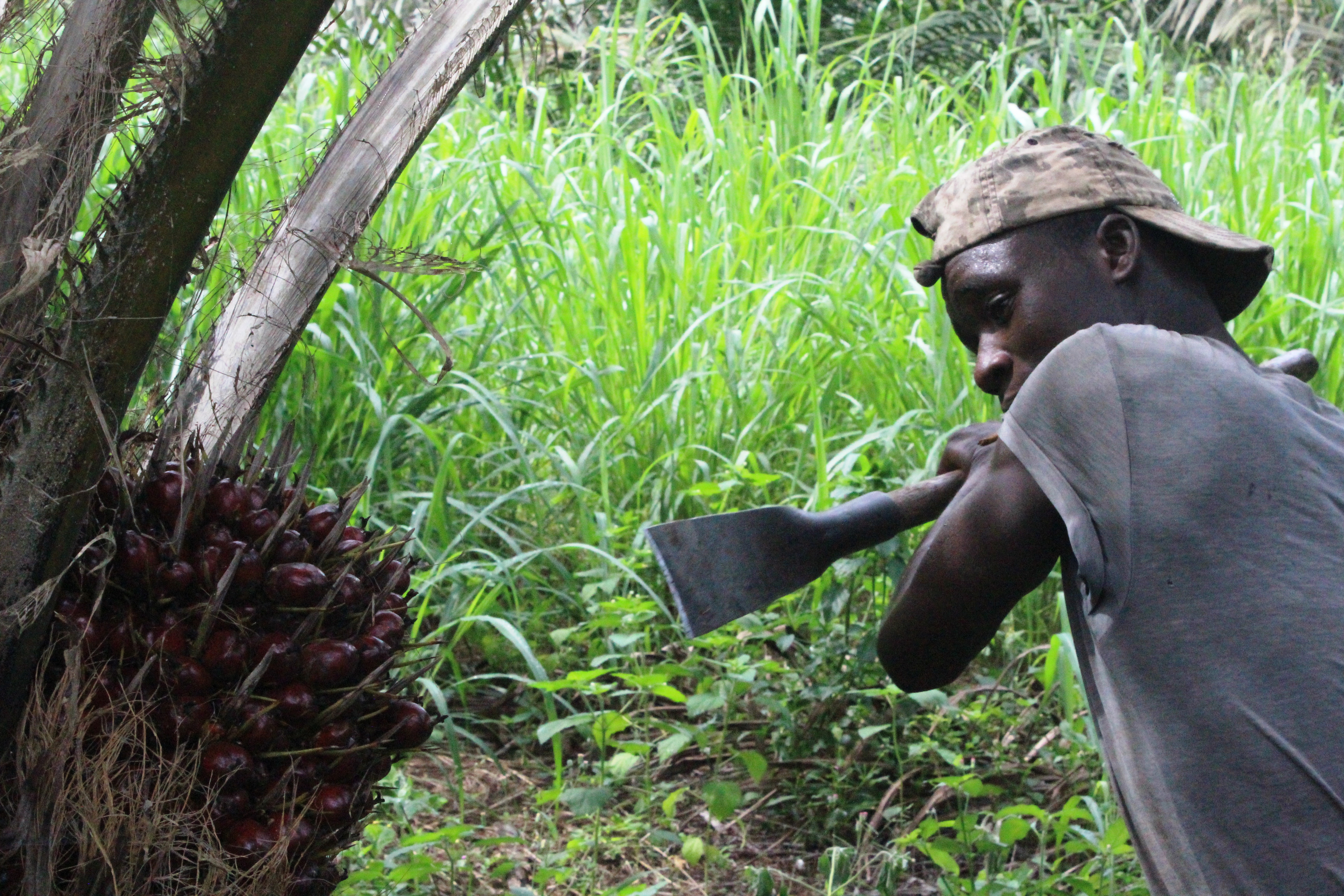
Un homme cueillant un régime de graine de palme en Côte d'Ivoire.

L'usage alimentaire et médicinal d'huile de palme remonte au moins à 5 000 ans, comme l'attestent des fouilles archéologiques en Égypte. Les palmiers à huile sont probablement originaires des forêts tropicales humides de l'Afrique de l'Ouest, où ils sont exploités localement avant d'être introduits en Égypte par des commerçants arabes et au Brésil par les colons portugais au XVe siècle.
Les noix de palme (en) servaient à nourrir les esclaves objets du commerce triangulaire.
Les marchands européens commercent avec l'Afrique mais l'huile de palme n'est qu'occasionnellement importée en Europe, où elle sert d'huile de cuisson ou bien est utilisée pour la fabrication du savon et des chandelles. Son commerce s'y développe surtout à la fin du XVIIIe siècle, la révolution industrielle en faisant usage comme lubrifiant mécanique, notamment dans les chemins de fer. Son usage en Europe augmente encore lorsque les résidus de noix de palme sont donnés comme nourriture au bétail et que l'huile de palme entre dans la fabrication de produits pharmaceutiques. L'arachide du Sahel arrivant à Marseille va alors rivaliser avec les palmistes du golfe de Guinée arrivant à Liverpool.
En 1851, le roi Sodji de Porto-Novo signe un traité de commerce et d'amitié avec la France pour le commerce de l'huile de palme. Il fait planter de nouvelles palmeraies au nord de Porto-Novo, sur les conseils des négociants afro-brésiliens qui tirent bénéfice des traites négrières, réprimée par le British African Squadron. Il fait planter de nouvelles palmeraies au nord de Porto-Novo, dont les savonneries marseillaises seront le débouché.
La fin en 1864 du protectorat français créé par le roi Sodji de Porto-Novo est une étape importante dans l'Histoire de la culture de l'arachide car les palmeraies ainsi mises en orbite dans le commerce colonial français en sortent peu après, obligeant à trouver de nouvelles matières premières pour les savonneries marseillaises qui en avaient profité.
Vers 1870, l'huile de palme constitue la principale exportation de certains pays d'Afrique de l'Ouest, comme le Ghana et le Nigeria. En 1885, William Lever fabrique à Liverpool à échelle industrielle du savon à base d'huile de palme qu'il importe d'Afrique de l'Ouest. Sa fabrique de savon Lever Brothers est devenue par la suite la multinationale Unilever. Jusqu'au XIXe siècle, l'éclairage est assuré par des bougies en suif dangereuses et à la combustion âcre. Les travaux scientifiques de Michel-Eugène Chevreul conduisent au remplacement de ces chandelles par des bougies stéariques, notamment à base d'huile de palme comme en fabrique depuis cette époque l'entreprise londonienne Price's Candles (en).
En 1854, Price's Candles brevette un procédé de distillation de l'huile de palme qui permet de produire la glycérine utilisée dans de nombreuses compositions pharmaceutiques et cosmétiques et dans les pellicules de photos : la nitroglycérine. Néanmoins l'huile de palme est progressivement supplantée par les huiles minérales et les dérivés du pétrole.
Elle refait une percée au début du XXe siècle dans le domaine de l'industrie alimentaire, qui est aujourd'hui son principal débouché en raison de son faible coût de production et de ses propriétés physiques et chimiques (bonne conservation, stable à haute température, richesse en β-carotène).
En 1981, les insectes Elaeidobius kamerunicus qui sont les seuls à polliniser les palmiers sont introduits en Malaisie et Indonésie permettant la culture à grande échelle de celui-ci.

## Composition
L'huile vierge de palme est de couleur rouge à orange, en raison de sa très forte concentration en caroténoïdes. À température ambiante, elle est généralement semi-solide du fait de la forte proportion d'acides gras saturés. Lorsqu'elle est raffinée pour des usages en agroalimentaire ou en cosmétique, l'huile de palme est de couleur dorée, voire ivoire ou blanche.
L'huile de palme brute, de couleur rouge (non raffinée, ni traitée) est considérée comme l'aliment naturel le plus riche en Alpha et β-carotène : (500 à 700 mg/kg), elle en contient environ 15 fois plus que la carotte. Cette particularité a été utilisée au Burkina Faso pour lutter contre les carences en vitamine des populations (le β-carotène pouvant se transformer dans le corps en vitamine A). C'est également la deuxième huile la plus riche en vitamine E (tocophérols et tocotriénols), après l'huile de germe de blé. Cette richesse en β-carotène et en vitamine E de l'huile de palme vierge, disparaît après raffinage, chauffage et cuisson. Ces nutriments n'existent plus ou sont très fortement diminués dans l'huile de palme classique.
Principaux acides gras (proportions moyennes) :
| Composé                                 | Famille d'acide gras | Teneur pour 100 g |
| --------------------------------------- | -------------------- | ----------------- |
| Acide laurique (saturé)                 |                      | 0,1 g             |
| Acide myristique (saturé)               |                      | 1 g               |
| Acide palmitique (saturé)               |                      | 43,5 g            |
| Acide stéarique (saturé)                |                      | 4,3 g             |
| Acide érucastique (mono-insaturé)       | ω-9                  | 0,1 g             |
| Acide oléique (mono-insaturé)           | ω-9                  | 36,6 g            |
| Acide palmitoléique (mono-insaturé)     | ω-7                  | 0,3 g             |
| Acide linoléique (poly-insaturé)        | ω-6                  | 9,3 g             |
| Acide alpha-linolénique (poly-insaturé) | ω-3                  | 0,2 g             |
| Acides gras trans                       |                      | -                 |
| Total acides gras saturés               |                      | 49,3 g            |
| Total acides gras mono-insaturés        |                      | 37 g              |
| Total acides gras poly-insaturés        |                      | 9,3 g             |
| Vitamine E                              |                      | 15,94 mg          |
| Vitamine K                              |                      | 8 µg              |

Sa richesse en acides gras saturés la rend solide et malléable à température ambiante, son point de fusion se situe entre 35 °C et 42 °C. De ce fait, c’est une graisse végétale (comme le beurre de cacao) et non une huile.

## Usages

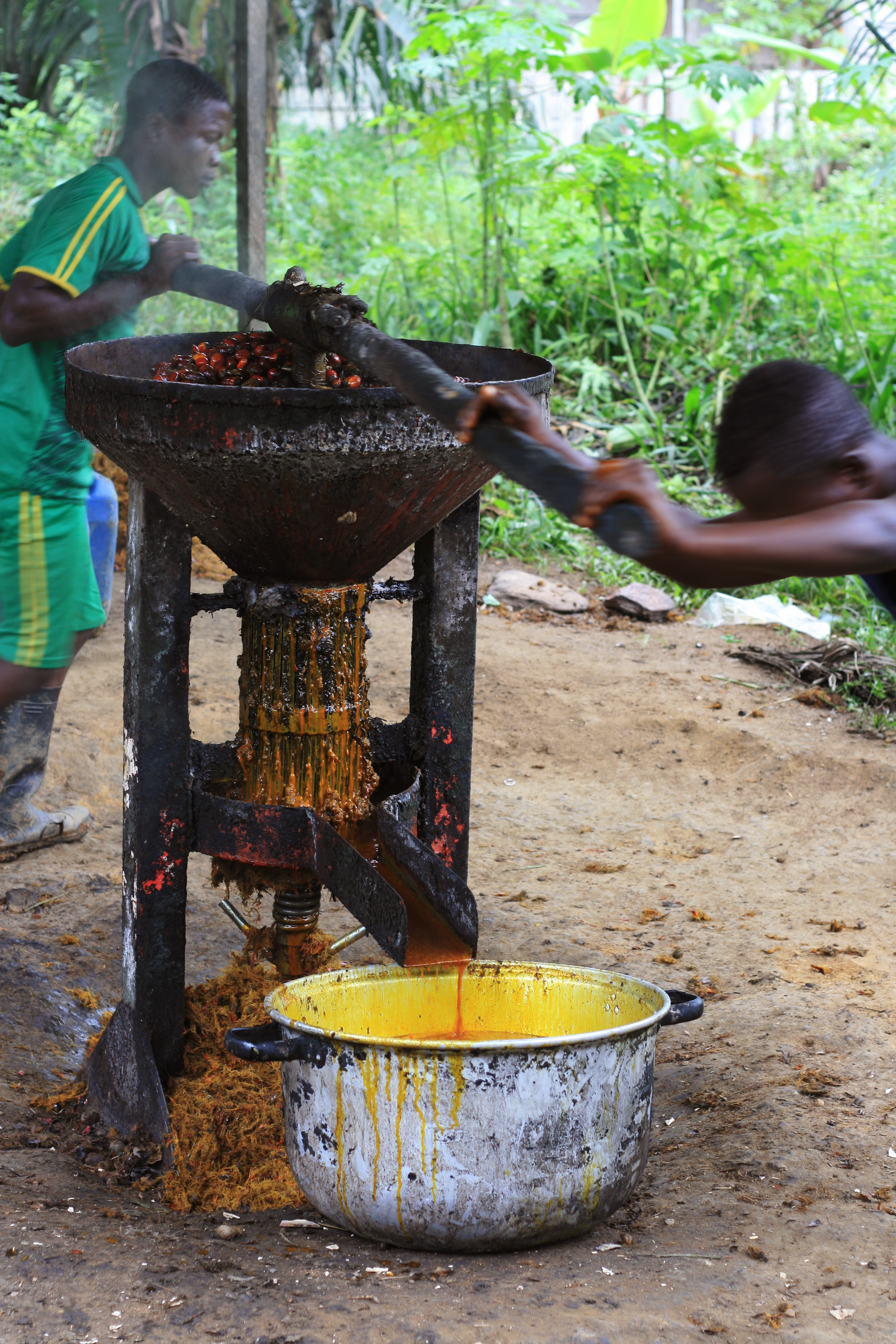
Extraction de l'huile de palme au Cameroun.

En 2020, à l'échelle mondiale, l’huile de palme est principalement utilisée dans l’industrie alimentaire (près de 80 %), dans l’oléochimie (savon, cosmétiques, etc., environ 10%) et en tant qu’agrocarburant (environ 10 %). En Europe, un tiers des importations d'huile de palme servent à fabriquer les biocarburants ; en France, cette part est même de 60 %.
Avec plus de 50 millions de tonnes produites chaque année, c'est l'huile végétale la plus consommée au monde (35 % de la consommation mondiale en 2017).

### Usage alimentaire
80 % de l'huile de palme consommée dans le monde en 2018 l'est pour un usage alimentaire, mais en Europe cette part est inférieure à 50 %.
Ingrédient traditionnel des cuisines d'Afrique, d'Amérique du Sud et d'Asie, elle est actuellement massivement utilisée dans les pays non producteurs pour la fabrication d'aliments transformés, en remplacement des graisses animales (saindoux, beurre, etc.) et des huiles végétales hydrogénées (dites trans) déjà interdites pour l'alimentation aux États-Unis et très limitées depuis 2021 en Europe . À ce titre, elle est aussi devenue à la fin du XXe siècle et au début du XXIe siècle l'un des symboles des problèmes ou limites rencontrés par l'agroindustrie monoculturale et le « capitalisme agraire »,.

#### Usages traditionnels
Les traces les plus anciennes d'huile de palme remontent à 5 000 ans. Elles ont été retrouvées sur une jarre en terre dans une tombe d'Abydos, en Égypte.
L’huile de palme rouge (ou orangée) est utilisée traditionnellement dans les pays producteurs d’Asie, d’Afrique et du Brésil.
Elle entre notamment dans la composition de plusieurs plats traditionnels : le moqueca de peixe (Brésil), l'aloco, attiéké rouge (Côte d'Ivoire), la sauce graine, (Côte d'Ivoire) et l'eru, le taro sauce jaune, l'ekwan, l'okok, le koki (Cameroun)

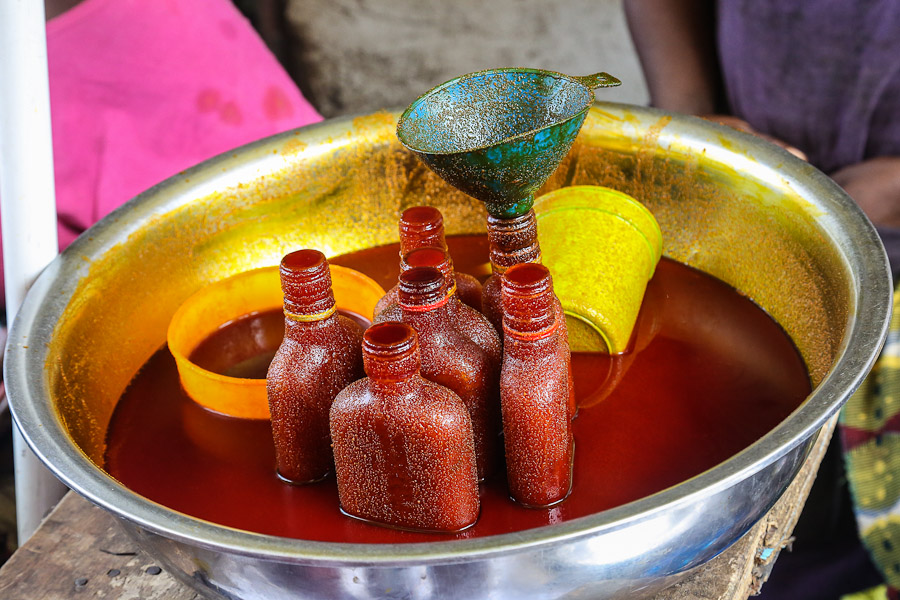
En flacons (Liberia).
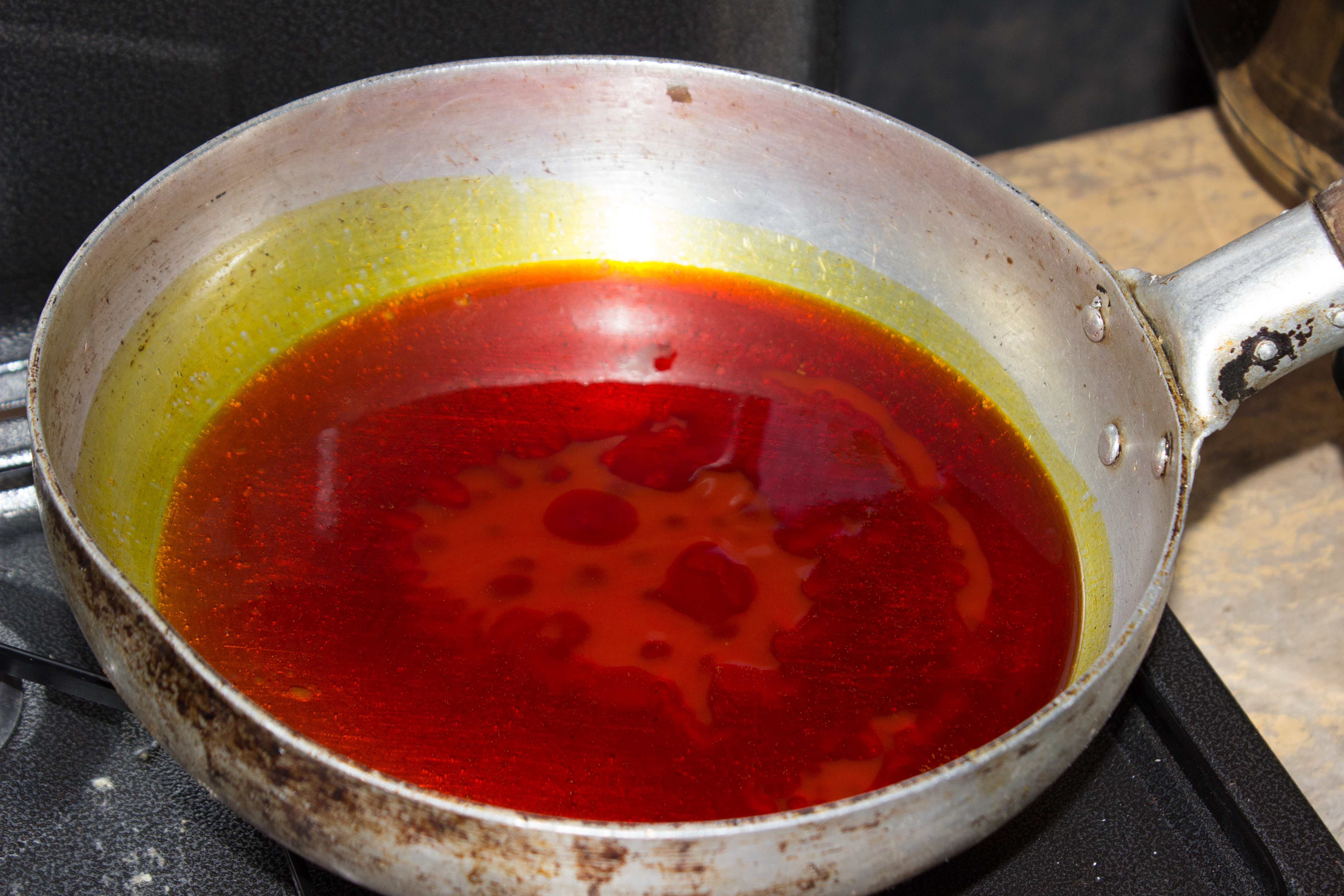
Huile frémissante (Ghana).
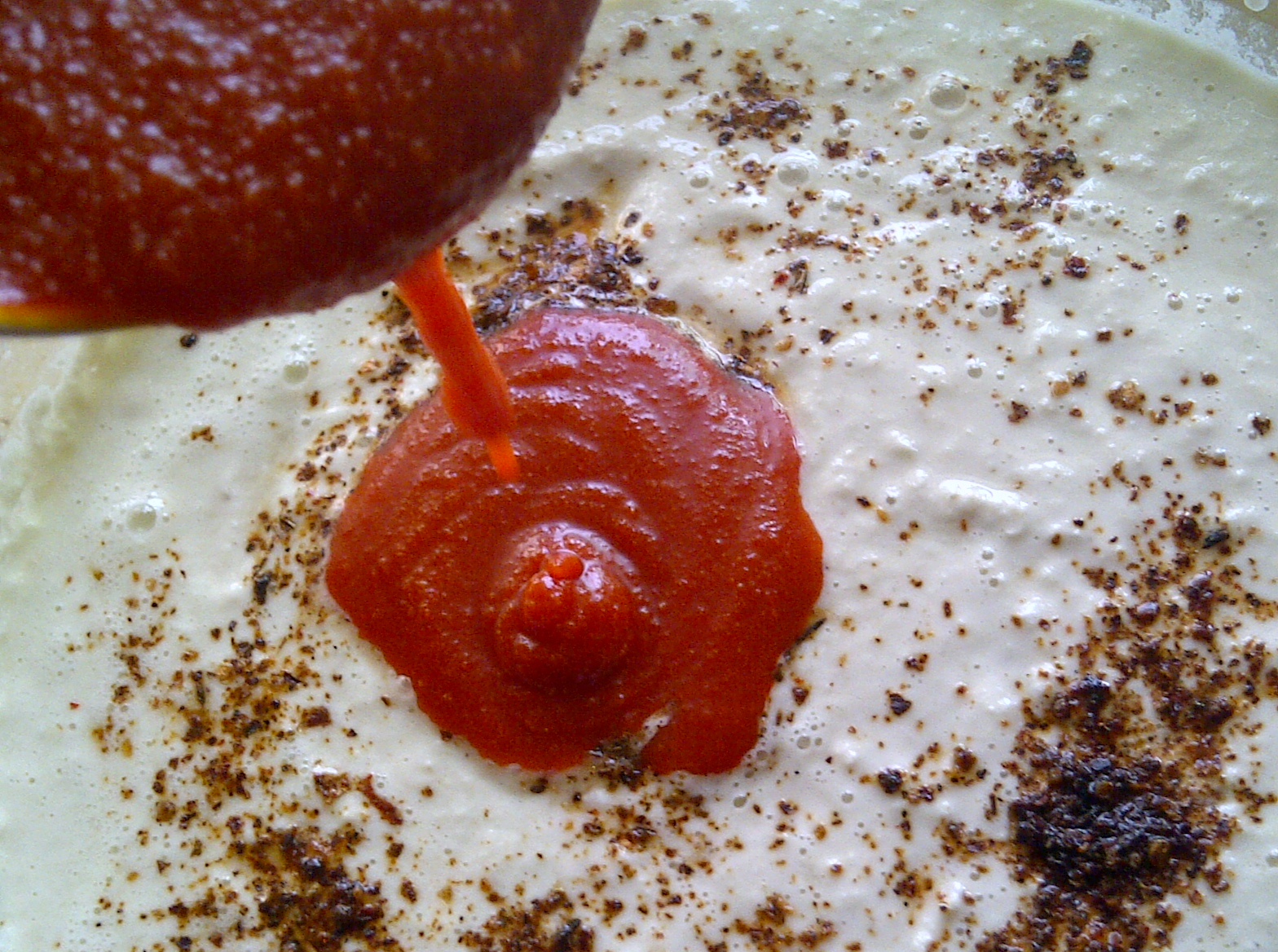
Sur du moin moin (Nigeria).
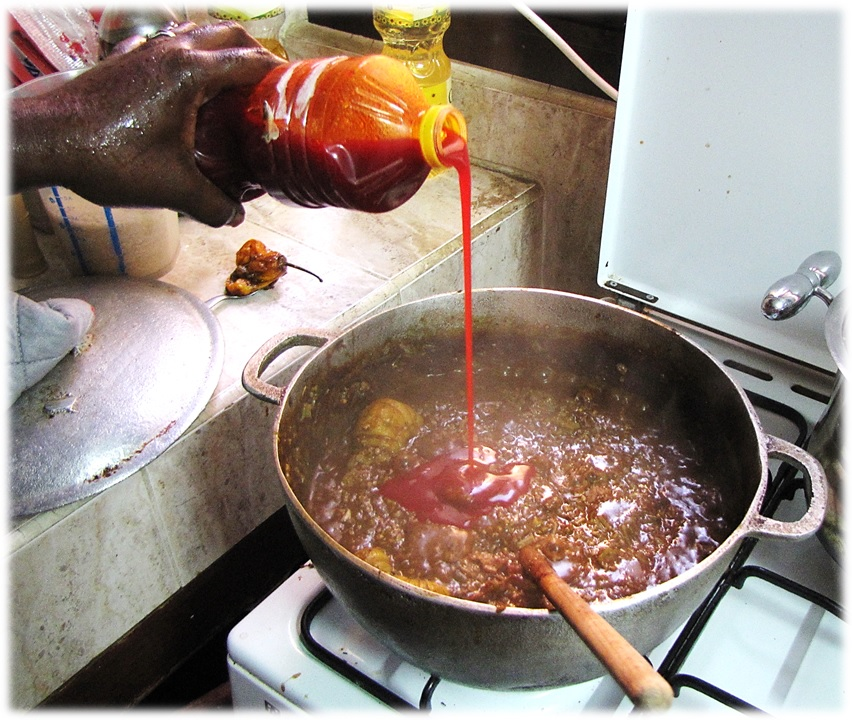
Dans la soupe kandia (Sénégal).
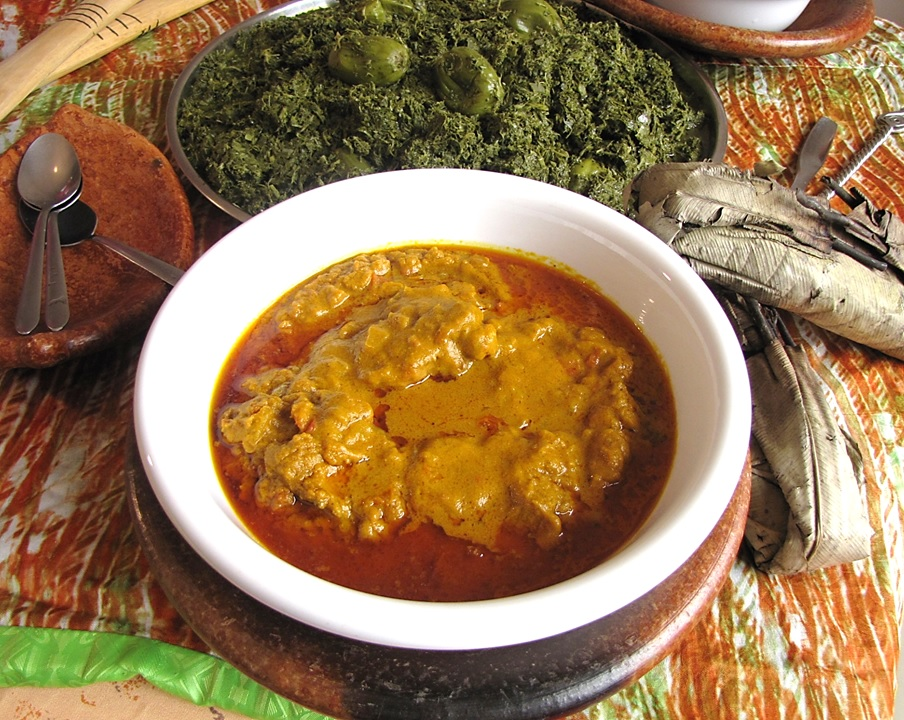
Dans le moambe (Afrique centrale).

#### Usages industriels
Afin de remplacer les graisses animales plus chères et difficiles à travailler (comme le beurre), l'agro-industrie a utilisé les huiles végétales hydrogénées (comme celles présentes dans certaines margarines). Or, le processus d'hydrogénation induit la formation d'acides gras trans, reconnus comme contribuant aux maladies cardiovasculaires,. Les industriels se sont alors tournés vers l’huile de palme, qui possède, une fois raffinée, des qualités physiques et organoleptiques satisfaisantes pour la fabrication de nombreux aliments :
- avec sa forte concentration d'acides gras saturés (50 %), l'huile de palme reste solide à température ambiante ce qui permet de limiter l'emploi de graisses hydrogénées ;
- elle est généralement plus stable à la cuisson que d'autres huiles[Lesquelles ?] ;
- elle n'a pas de goût ni d'odeur une fois désodorisée[31] ;
- elle permet une bonne conservation du produit fini.

Ces différentes qualités font que l’huile de palme est très appréciée par les industriels, qui la jugent difficilement substituable d'un point de vue technique pour certaines de leurs productions.
Bien que le consommateur n'en ait pas forcément conscience, on trouve de l'huile de palme dans un grand nombre de produits élaborés par l'industrie agro-alimentaire : chips, croûtons, soupes lyophilisées, pâtes à tartiner, biscuits, lait pour bébé, sardines en boîte, bouillon de poulet instantané, mayonnaise, sauce tomate, céréales, chocolat, glaces, fromage râpé, fromages analogues, sauces, crèmes fraîches, pâtes à tartes, plats préparés, sauces pré-faites, biscottes, brioches, biscuits salés et sucrés, etc.. Elle est en général désignée comme « huile végétale » dans la liste des ingrédients.

### Oléo chimie

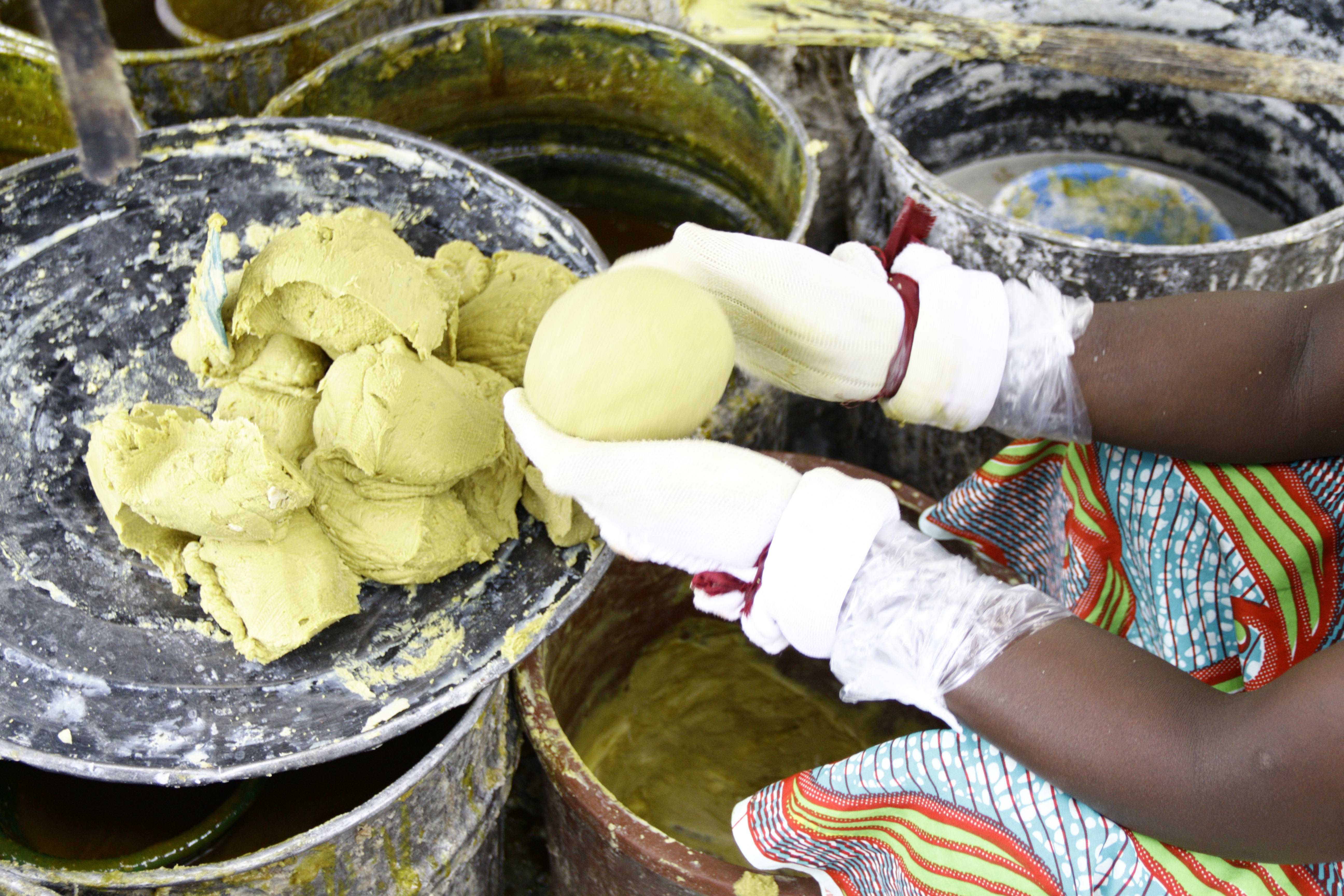
Fabrication du kabakrou, savon artisanal de Côte d'Ivoire.

L'huile de palme est également utilisée dans la synthèse de nombreux produits cosmétiques. C'est le cas par exemple de certains savons, où elle est utilisée pour la saponification. Le composé est alors appelé sodium palmate (et sodium palm kerenelate dans le cas de l'huile de palmiste). Elle est également utilisée pour la parfumerie sous la forme de civettone, et comme agent hydratant dans les crèmes.
Elle est par ailleurs utilisée dans d'autres industries comme lubrifiant.

### Agro-carburants
Par rapport aux autres huiles, le rendement de l'huile de palme en fait un choix privilégié pour la production d'agrocarburant. Mais sa composition en fait un carburant que l'on ne peut insérer qu'en quantité limitée car elle fige dans les réservoirs.
L'huile de palme peut également être hydrogénée afin de produire un agrocarburant composé d'alcanes qui ne présente pas les inconvénients de l'huile brute ou de trans-estérification de triglycérides d'acides gras : encrassement du moteur, point de figeage élevé. Ce procédé est mis en œuvre à partir de 2010 dans une usine à Singapour, qui transforme de l'huile de palme provenant de Malaisie.
La part de l'huile de palme importée dans l'Union européenne et transformée en agrocarburant « biodiesel » a connu une très forte augmentation de 2008 à 2018. Selon la Fédération européenne pour le transport et l'environnement, environ deux tiers de celle-ci étaient raffinés en biodiesel en 2018.

## Économie

### Production en plein essor

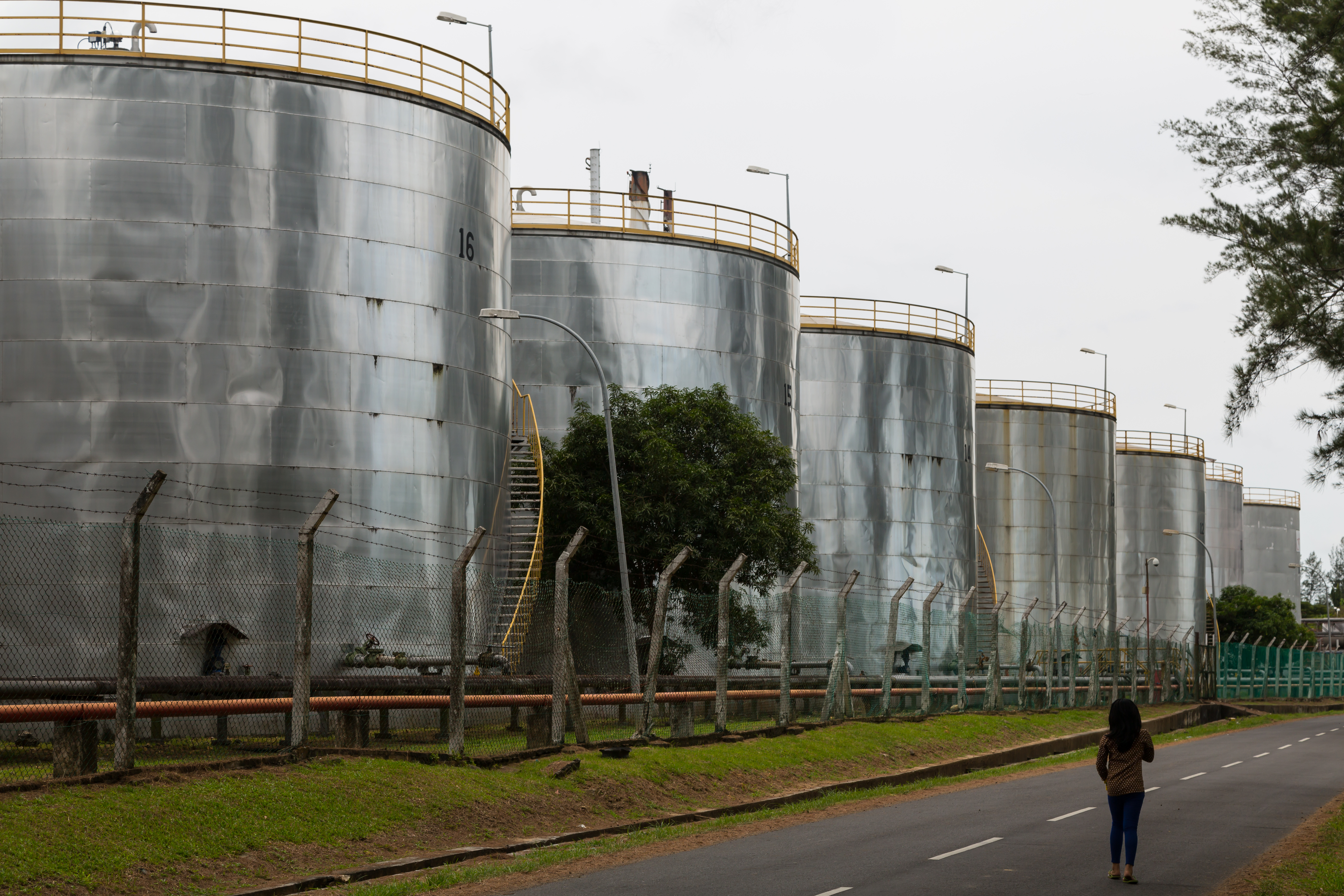
Réservoirs d'huile de palme en Malaisie.

En douze ans (2006-2018), la production d'huile de palme a presque doublé, de 36,03 Mt à 69,6 Mt, dont 87 % en Indonésie et en Malaisie, le reste en Thaïlande, Nigeria, Colombie et plus récemment au Gabon. Les principaux importateurs sont l'Inde (9,5 Mt), l'Union européenne (6,5 Mt), la Chine (5,1 Mt), le Pakistan (3,1 Mt) et les États-Unis (1,6 Mt). L'huile de palme est un marché ultra-rentable à l'hectare : une plantation de palmier à huile produit huit fois plus d'huile qu'un champ de soja et six fois plus qu'un champ de colza, selon l'Alliance française pour l'huile de palme durable.
La demande en huile de palme a augmenté de 8,7 % par an entre 1995 et 2004. On observe une forte croissance de la consommation mondiale qui pourrait atteindre 40 millions de tonnes en 2020, contre 22,5 millions de tonnes en 2010. Ainsi, l'huile de palme est depuis 2010, la plus consommée dans le monde (25 % de la consommation mondiale en 2010), dépassant de peu l'huile de soja (24 %) et de loin celles de colza (12 %) et de tournesol (7 %).
Cette performance s'explique par son faible coût de production. Le rendement à l'hectare du palmier à huile est en effet dix fois plus élevé que celui du soja (100 kg de fruits donnent environ 22 kg d'huile).

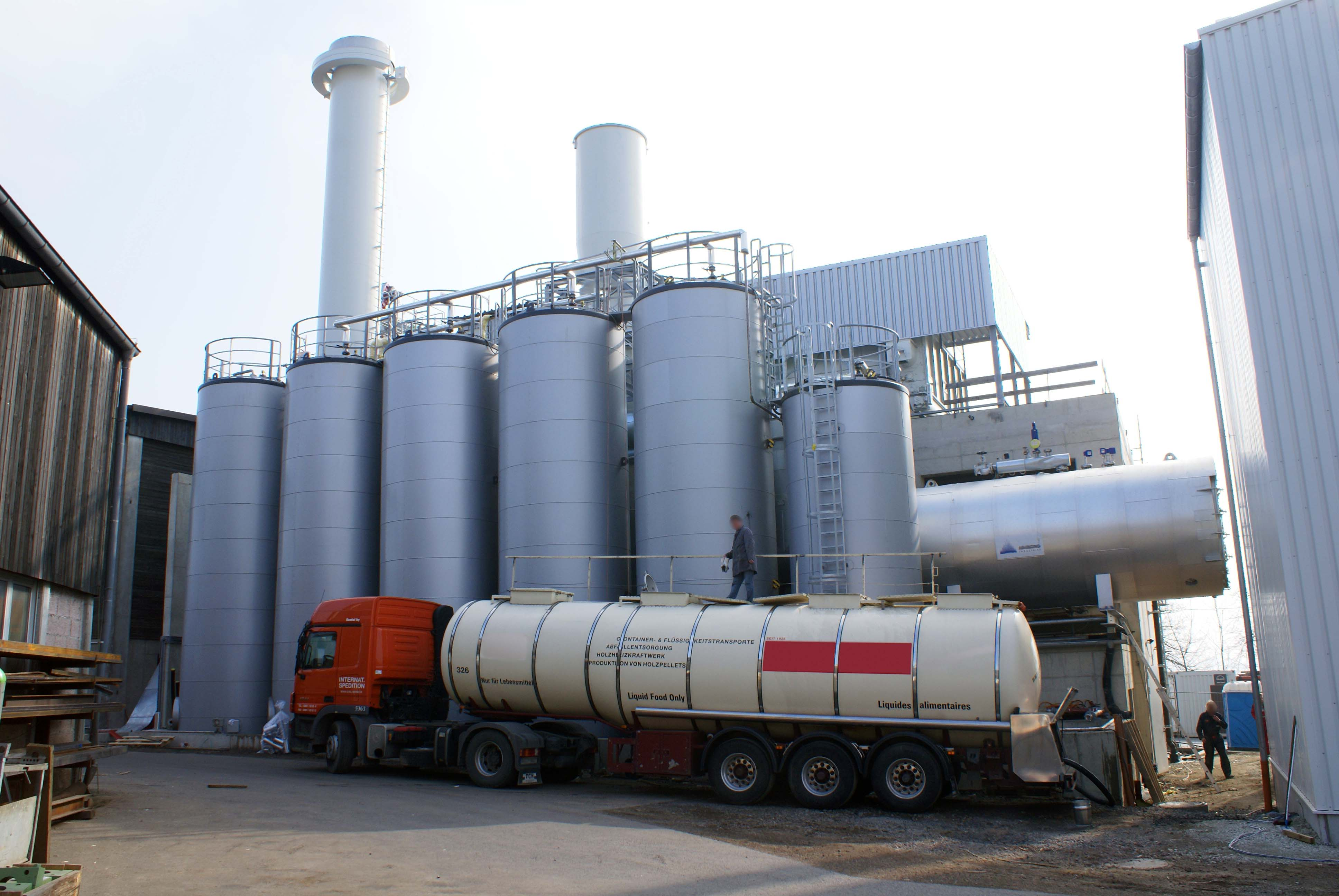
Chargement d'un camion-citerne en Allemagne.

Outre le coût faible, la transformation des fruits en huile nécessite que l'huilerie soit à proximité des plantations, ce qui concentre les opérations de valorisations dans les pays producteurs, comme c'est déjà le cas pour d'autres oléagineux. Malgré cela, une étude comparative menée à Sambas (Indonésie) entre les cultures traditionnelles et une culture de palmier à huile, a montré qu'à surface égale, la même année, les cultures traditionnelles fournissent plus de travail car la culture de palmier à huile demande très peu de main d'œuvre. De plus, les salaires sont bas (66 % des travailleurs touchent moins que les salaires minimums en Indonésie quand ils sont employés dans des plantations de type industriel).
Dans les pays comme l'Indonésie et la Malaisie, le développement des plantations de palmiers ont été la conséquence d'une politique gouvernementale, ainsi les grandes plantations sont subdivisées en parcelles pour les petits planteurs (small holder). Ces derniers sont des transmigrants ou sont issus de populations locales. Ils doivent alors acheter les terres à crédit auprès de la compagnie mère (nucélus). Avec les petits exploitants qui convertissent leurs rizières en palmeraies, on compte 3 millions de ces exploitations, représentant la moitié des cultures. La comparaison de revenu du travail est de 36 €/pers. pour l'huile de palme contre 17 €/pers. pour l'hévéa et 1,7 €/pers. pour le riz à Bongo (Malaisie). Ces valeurs varient toutefois suivant le prix d’achat des matières premières.

### Culture
Après avoir été placées en fermentation pendant un an dans des conteneurs, les graines sont semées en pépinière où elles sont arrosées au goutte à goutte. Après 2 ans, on peut les planter pour récolter la noix de palme.
Un palmier produit en continu : il donne des fruits deux fois par mois durant toute l'année. Il produit pendant 25  à   35 ans mais, vers 20  à   25 ans, les palmiers deviennent trop hauts et il devient trop difficile de cueillir les noix de palme ; ils sont alors coupés, et leur stipe est utilisé notamment dans la construction d'habitations et la fabrication de planchers exotiques. Dans d'autres cas, les plantations sont brûlées pour pouvoir être replantées.
Par rapport à d’autres cultures, il n’y a pas besoin de retourner la terre chaque année, de sorte que l’érosion et le tassement du sol sont moindres.
La culture de palmier à huile demande très peu de main d'œuvre.

### Chiffres

#### Production
Pour des raisons techniques, il est temporairement impossible d'afficher le graphique qui aurait dû être présenté ici.

Évolution de la production mondiale d'huile de palme de 1961 à 2017,.

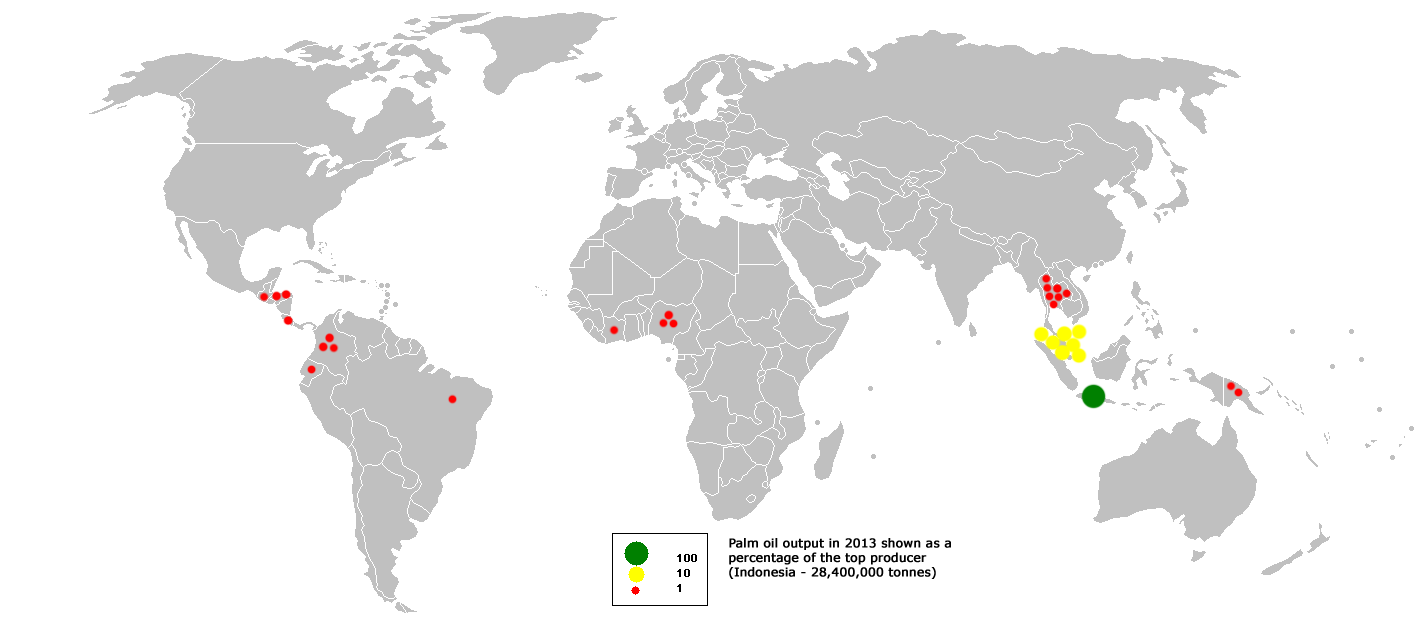
Carte de la production mondiale d'huile de palme en 2013.

Originaire d'Afrique de l'Ouest, le palmier à huile est maintenant cultivé dans toutes les régions tropicales. Alors que l'Indonésie et la Malaisie ne produisaient ensemble que 5 millions de tonnes en 1976, ces pays représentent aujourd'hui plus de 85 % de la production mondiale. Ces deux pays continuent d'accroître leur production dans un marché en expansion.
Voici les principaux pays producteurs mondiaux en 2013 :
|             | Pays                      | Production (millions de tonnes) | % mondial |
| ----------- | ------------------------- | ------------------------------- | --------- |
| 1           | Indonésie                 | 26,895                          | 49,5 %    |
| 2           | Malaisie                  | 19,217                          | 35,3 %    |
| 3           | Thaïlande                 | 1,970                           | 3,6 %     |
| 4           | Nigeria                   | 0,960                           | 1,8 %     |
| 5           | Colombie                  | 0,945                           | 1,7 %     |
| 6           | Papouasie-Nouvelle-Guinée | 0,500                           | 0,9 %     |
| 7           | Honduras                  | 0,425                           | 0,8 %     |
| 8           | Côte d'Ivoire             | 0,415                           | 0,8 %     |
| 9           | Guatemala                 | 0,402                           | 0,7 %     |
| 10          | Brésil                    | 0,340                           | 0,6 %     |
| 11          | Équateur                  | 0,325                           | 0,6 %     |
| 12          | Costa Rica                | 0,300                           | 0,5 %     |
| 13          | RDC                       | 0,296                           | 0,5 %     |
| 14          | Chine                     | 0,230                           | 0,4 %     |
| 15          | Cameroun                  | 0,225                           | 0,4 %     |
| Total monde | Total monde               | 54,385                          | 100 %     |

#### Consommation
Pour des raisons techniques, il est temporairement impossible d'afficher le graphique qui aurait dû être présenté ici.

Proportion des différentes utilisations de l'huile de palme dans le monde (2010) :
- Aliments (71 %)
- Produits de consommation (24 %)
- Énergie (5 %)

Plus de la moitié de l'huile de palme produite est consommée en Asie.
|             | Pays        | Consommation millions tonnes en 2012 | %     |
| ----------- | ----------- | ------------------------------------ | ----- |
| 1           | Inde        | 8,425                                | 16,1  |
| 2           | Indonésie   | 7,565                                | 14,4  |
| 3           | Chine       | 6,300                                | 12,0  |
| 4           | UE 28       | 5,475                                | 10,4  |
| 5           | Malaisie    | 3,323                                | 6,3   |
| 6           | Autres      | 21,327                               | 40,7  |
| Total monde | Total monde | 52,415                               | 100,0 |

#### Cours
L'huile de palme est cotée à la bourse de Kuala Lumpur.

#### Parts de marché des huiles alimentaires

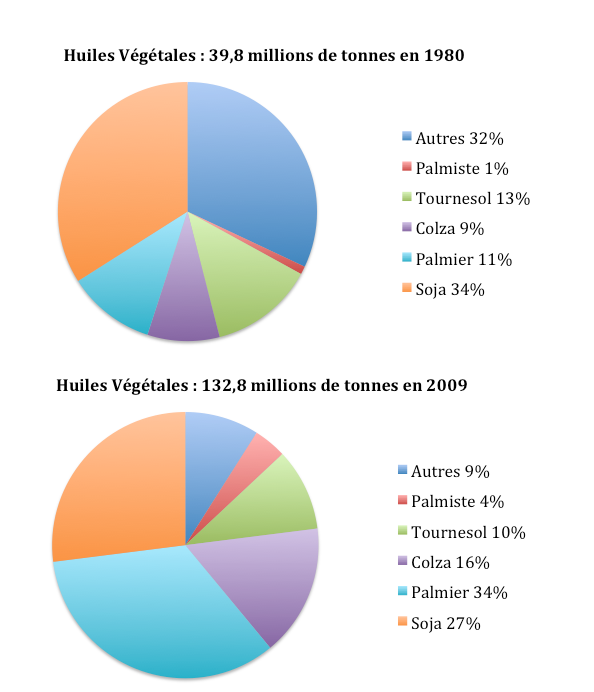
Évolution de la part relative des différentes huiles végétales entre 1980 (en haut) et 2009 (en bas). L'huile de palme est en bleu clair.

| Class. | Type de huile      | Production (tonnes) en 2012 |
| ------ | ------------------ | --------------------------- |
| 1      | Huile de palme     | 54 320 000                  |
| 2      | Huile de soja      | 43 090 000                  |
| 3      | Huile de colza     | 23 910 000                  |
| 4      | Huile de tournesol | 13 840 000                  |
| 5      | Huile de palmiste  | 6 250 000                   |
| 6      | Huile de noix      | 5 320 000                   |
| 7      | Huile de coton     | 5 260 000                   |
| 7      | Huile de coco      | 3 590 000                   |
| 8      | Huile d’olive      | 2 870 000                   |
| T      | TOTAL              | 158 430 000                 |

## Controverses

### Conséquences environnementales

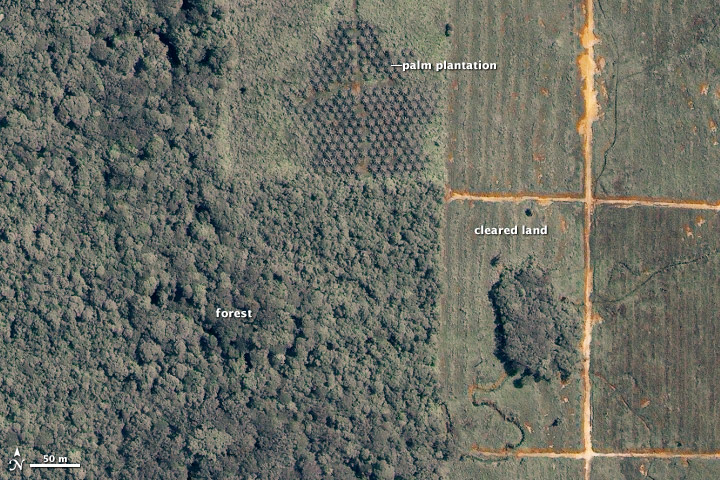
Une image satellite montrant la déforestation en Malaisie pour permettre la plantation de palmier à huile.

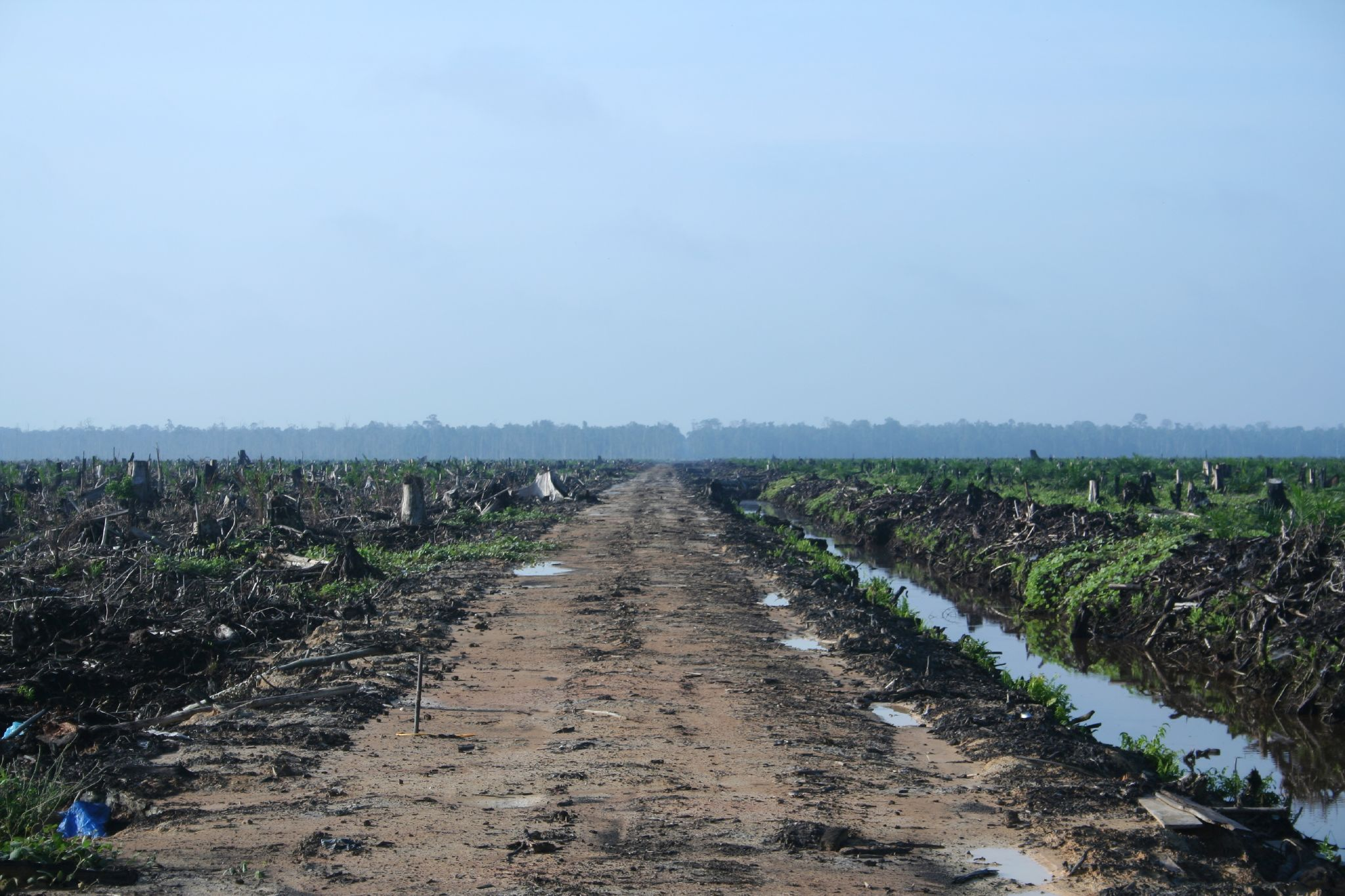
La déforestation dans la province de Riau, à Sumatra, pour faire place à une plantation de palmiers à huile (2007).

Déjà au cours des XIXe et XXe siècles, les superficies de forêts et tourbières naturelles des principales régions productrices (Malaisie et Indonésie) ont été considérablement réduites. Les responsables sont l’urbanisation, les cultures pour la production de bois exotique et de papier (préalable fréquent aux palmeraies), la riziculture (Projet MégaRice) et plus récemment les palmeraies. Selon un rapport de la FAO, 17 à 27 % des milieux naturels seraient déforestés en Indonésie et 80 % en Malaisie. De plus, il est estimé que des 15,5 millions d’hectares des tourbières de l’Asie du Sud-Est, seulement 32 % existent encore, la plupart étant dégradées. 
Cette destruction de forêts tropicales et de tourbières (ces dernières étant des puits de carbone) aurait ainsi pour conséquence une augmentation des émissions de gaz à effet de serre et serait même responsable de 70 % de gaz à effet de serre produits par l'Indonésie, troisième émetteur de CO2 au monde, selon l'ONU. 
La conversion des tourbières tropicales en culture pour l'huile de palme requiert la mise en place d'un système de canaux de drainage, asséchant les tourbières et les rendant plus sujettes aux incendies. En septembre 1997, les aéroports de Singapour et Kuala Lumpur ont été fermés pendant plusieurs jours à cause des feux dans les tourbières drainées de l’Indonésie. Les émissions de CO2 de ces feux correspondent à 13-40 % des émissions annuelles de la combustion des énergies fossiles. Les pertes économiques liées à ces feux se chiffrent à environ 3 milliards de dollars américains. En plus des pertes de carbone liés aux feux, la dégradation des sols organiques et la perte de fonction de séquestration du carbone des tourbières tropicales mènent à 50 % des émissions de CO2 par année (1 Gt de CO2). En fait, la production de biocarburants par la conversion des tourbières tropicales en culture produit 10 fois plus d’émissions de CO2 que par la combustion des combustibles fossiles.
Le corollaire de la déforestation est l'affectation de la biodiversité, par la réduction d'habitat de nombreuses espèces endémiques éventuellement protégées comme les orangs-outans et les gibbons. Chaque année, environ 5 000 de ces grands singes seraient victimes de l'exploitation des palmeraies. En 2007 on estimait que 98 % des forêts humides indonésiennes, habitat naturel des orangs-outans, auraient disparu en 2022.
Cependant, remplacer l'huile de palme par une autre huile comme l'huile de soja engendrerait une déforestation plus importante étant donné que le palmier est la plante qui produit le plus d'huile par hectare.

### Conditions de travail
En novembre 2016, Amnesty International publie un rapport dénonçant le travail des enfants et le travail forcé dans les plantations indonésiennes de palmiers à huile fournissant des entreprises comme Nestlé, Unilever, Kellogg's, Colgate-Palmolive, Elevance Renewable Sciences, Agrupación de Fabricantes de Aceites Marinos, S.A. (AFAMSA), Archer Daniels Midland, Procter & Gamble et Reckitt Benckiser,.
L'ONG constate de nombreux abus dans les plantations dans lesquelles elle s'est rendue et qui sont la propriété du grand groupe singapourien des matières premières agricoles Wilmar. Femmes et enfants y travaillent dans des conditions très difficiles, sans équipements de protection alors que des pesticides toxiques sont utilisés. Bien qu'elles travaillent pendant de longues heures, les femmes sont payées en dessous du salaire minimum et sont menacées de réductions de salaire. Certaines ne gagnent que 2,50 dollars par jour (environ 2,30 euros). Quant aux enfants, âgés entre 8 et 14 ans, qui abandonnent parfois l'école pour venir aider leurs parents dans les plantations, ils réalisent des tâches pénibles comme le transport de sacs pesant jusqu'à 25 kg,. 

### Débat sur le boycott de l’huile de palme

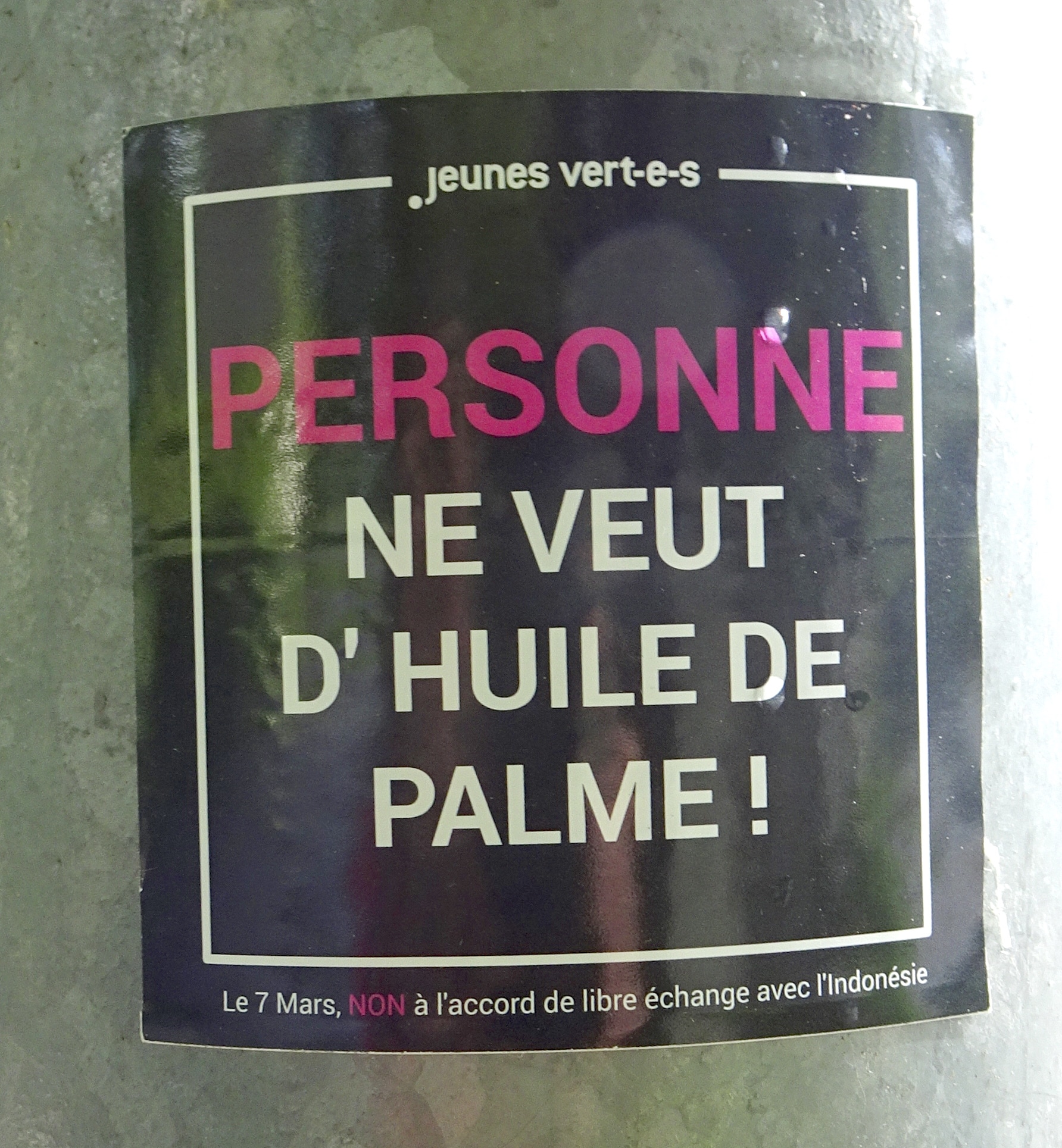
Autocollant des jeunes Vert-e-s en Suisse, 2021.

Face aux problèmes liés à l'huile de palme, certaines marques ont engagé des recherches pour changer les formulations de leurs produits. Dans certains cas, des opérations de communication ont été mises en place pour annoncer l’arrêt de l’usage de l’huile de palme ou encore ajouter des étiquettes « Sans huile de palme ».
En 2010, la marque Casino annonce qu'elle cesse d'inclure cette huile dans ses produits alimentaires, en raison de ses risques pour la santé et de son impact sur l'environnement.
Ces pratiques ont été dénoncées par les pays producteurs, notamment la Malaisie qui souligne qu’elle « s’est engagée à conserver une couverture forestière sur 50 % de son territoire, en consacrant 24 % à l’agriculture. Par contraste, la forêt ne couvre que 24 % du territoire en France mais les terres agricoles en occupent plus de 50 % ». Cet argument est à mettre en perspective, la Malaisie et l'Indonésie font face à une déforestation rapide et récente de forêts à haute biodiversité, comparativement à la France qui voit les surfaces de ses forêts augmenter.
Engagé sur cette même voie, Système U a été condamné en décembre 2012 par le tribunal de commerce de Paris à retirer une publicité contre l'huile de palme au motif qu'elle constituait « un dénigrement caractérisé au préjudice » du produit. À l'origine de la plainte, l'Association interprofessionnelle de la filière palmier à huile de Côte d'Ivoire (AIPH) estimait que la campagne avait été lancée « sans conviction écologique aucune, ni analyse scientifique sérieuse ».
Le boycott simple de l'huile de palme n’est pas encouragé par Greenpeace, qui indique « nous n'avons jamais demandé que l'on boycotte l'huile de palme en général, mais seulement celle produite en ayant recours à la déforestation » et ajoute « l'angle nutritionnel n'a émergé vraiment qu'à partir de 2009, et seulement en France, quand certaines entreprises, notamment des distributeurs, ont compris qu'il y avait un intérêt commercial et en termes d'image à ne plus utiliser d'huile de palme dans leurs produits ». À ce titre, l'ONG a mis en avant des exploitations durables, mais il reste compliqué pour le consommateur de pouvoir choisir des produits avec de l'huile de palme durable.
Au-delà du boycott, de nombreuses ONG, dont l'ASBL belge Justice et Paix, souhaitent privilégier la responsabilisation couplée des entreprises et des citoyens.

## Huile de palme dite «durable»

### Certification CSPO de la table ronde sur l’huile de palme durable (RSPO)
Projet initié par le WWF en 2001 et soutenu par des professionnels du secteur, la première table ronde sur l'huile de palme durable (Roundtable on Sustainable Palm Oil ou RSPO) est organisée en 2003 à Kuala Lumpur (Malaisie) et regroupe 200 participants de 16 pays. L’année suivante RSPO devient une organisation internationale sans but lucratif basée à Zurich (Suisse). Parmi les membres fondateurs on trouve ainsi des grandes entreprises productrices, des multinationales, comme Unilever, qui utilisent l'huile de palme pour revendre des produits transformés, des banques (comme la banque néerlandaise Rabobank) et le WWF.
Depuis 2011, un logo CSPO peut être apposé sur les produits contenant de l’huile certifiée, parfois appelée huile de palme ségréguée dans la liste des ingrédients.
En 2012, RSPO réunit plus de 1 000 acteurs volontaires issus de 50 pays différents. On compte des revendeurs, des industriels, des transformateurs, des ONG, des investisseurs…
La certification CSPO (Certified Sustainable Palm Oil) est complexe :
- il existe quatre niveaux de certification de l’huile[Lesquels ?] ;
- la certification s’effectue au niveau de l’huilerie de la palmeraie et non au niveau de l’entreprise. Un producteur participant à RSPO ne produit donc pas forcément d’huile CSPO.

#### Controverses
Cette certification est controversée sur divers aspects. La première critique qui lui a été faite est de ne pas être délivrée par un organisme indépendant des industriels, les grandes entreprises productrices sont en effet à la fois à l'origine des certifications grâce à leur présence au sein de la RSPO et récipiendaires de ces certifications. Ce conflit d'intérêts a soulevé des critiques d'ONG qui y voient une preuve d'une tentative de greenwashing.
La seconde critique porte sur les règles édictées par cette table ronde, qui n'imposent que la protection des forêts primaires et des tourbières, mais pas celle des forêts secondaires.
La troisième critique porte sur les violations manifestes des règles de la certification,, avec notamment des déforestations illégales dans des zones dites protégées (forêts primaires),. 
Les ONG écologistes dénoncent aussi l'utilisation autorisée d'un pesticide neurotoxique dans les cultures RSPO : le paraquat, interdit en Europe.
En juin 2016, PanEco, une des 33 ONG membres de cette table ronde, investie dans le Programme de conservation des orangs-outans, quitte l'organisation, dénonçant son inaction et son manque d'intégrité.
En juillet 2020, des scientifiques confirment, via une analyse détaillée d'images satellite, ce qu'indiquaient plusieurs études empiriques et enquêtes : la production d'huile de palme certifiée « durable » a donné lieu à la déforestation des forêts tropicales de Sumatra et de Bornéo et à la dégradation de l'habitat des mammifères en danger au cours des 30 années précédentes,.

### Certification agriculture biologique

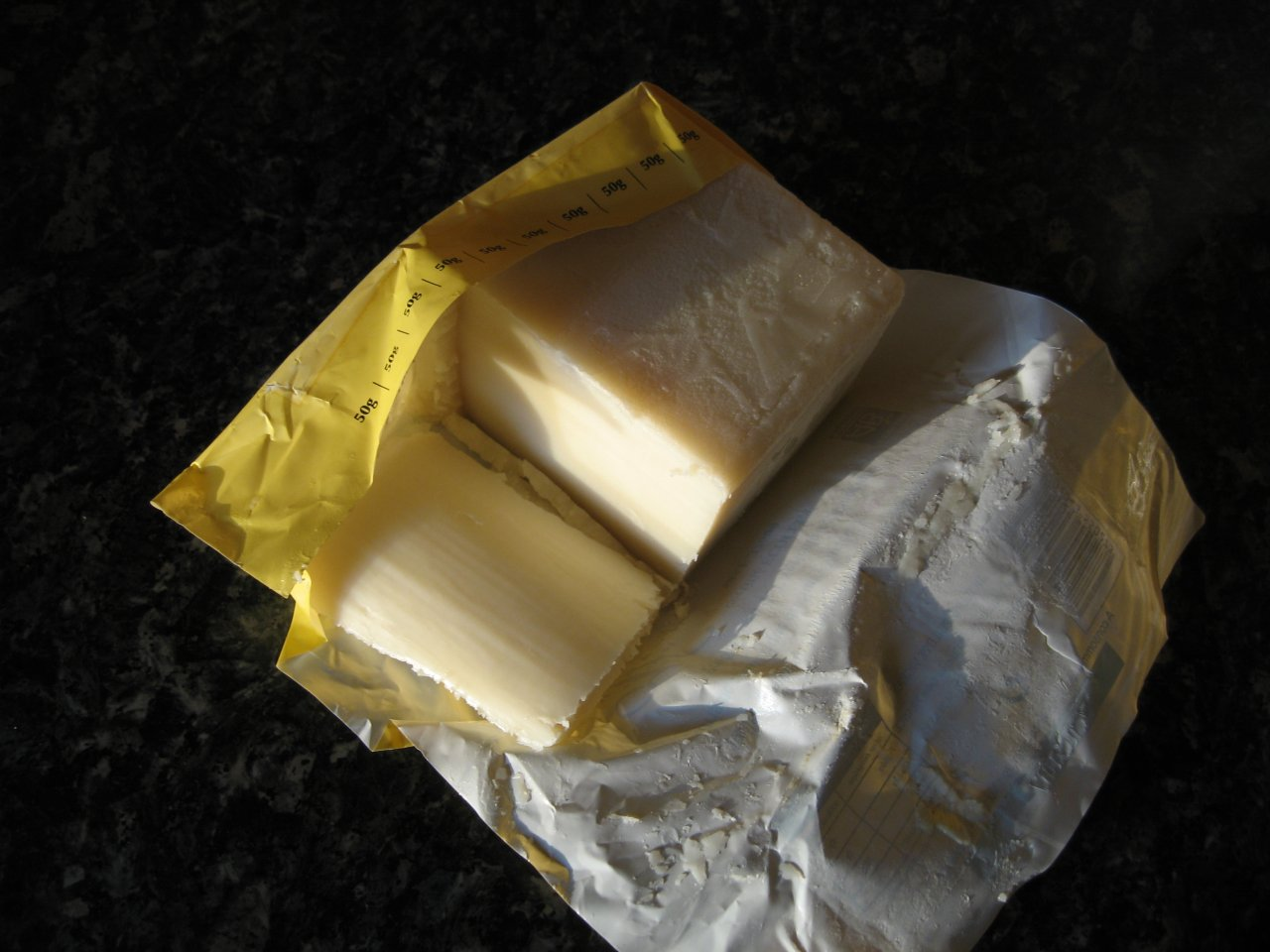
Motte d'huile de palme biologique.

L’huile de palme durable peut aussi être issue de l'agriculture biologique (sans utilisation de pesticides de synthèse notamment), elle est alors certifiée par un organisme indépendant, comme l'exige la réglementation. Venant principalement de Colombie, elle est censée contribuer moins à la déforestation. 
Toutefois, comme le fait remarquer l'ONG Les Amis de la Terre, cette culture pose des problèmes sociaux, car elle implique notamment l'accaparement des terres par les entreprises du secteur et l'expropriation de petits producteurs. La principale société du secteur, le groupe Daabon, est accusée d'avoir fait expulser des paysans de leurs terres, avec l'aide des paramilitaires,. Elle serait aussi impliquée dans une usine de production de biocarburants.

### Certification ISPO
En 2014, l’État Indonésien devrait lancer sa propre certification : ISPO (Indonesian Substainable Palm Oil). Elle a l’avantage d’être obligatoire (contrairement à RSPO) et d’être plus accessible pour les petits producteurs que RSPO.

## Autres initiatives

### Engagement de marques occidentales
Depuis plusieurs années, les ONG comme Greenpeace (en particulier avec Nestlé) ou WWF (avec un classement des « bons élèves » RSPO) attaquent directement les marques occidentales sur la question de la déforestation.
Dès lors, plusieurs industriels ou distributeurs, comme Carrefour, Nestlé ou encore Unilever se sont engagés à utiliser exclusivement de l'huile de palme certifiée durable d'ici 2012 à 2015, pour fabriquer leurs produits,.
Le syndicat professionnel, la Collective des Biscuits et Gâteaux, s’est engagé quant à lui à diminuer d'ici fin 2013 la quantité d'huile de palme non durable utilisée, d'au moins 50 % par rapport à 2008 via deux solutions :
- la substitution d'une autre matière grasse ;
- l'utilisation d'une huile de palme dite durable (type RSPO).

Par ailleurs, certains acheteurs vont rechercher des critères qui ont une « bonne éthique », de ce fait nous pouvons citer l’entreprise Nestlé, qui achète 400 000 tonnes d’huile de palme par an, et qui a décidé de tracer ses fournisseurs pour garder ceux qui produisent une huile sans avoir effectué de la déforestation au préalable, ainsi produire une huile zéro déforestation est leur objectif d’ici 2020.

### Taxe Nutella
Entre 2013 et 2016 trois versions d'une proposition de loi pour taxer l'importation de l'huile de palme en France sont présentées dans le cadre de la Loi pour la reconquête de la biodiversité, de la nature et des paysages. En 2017, le montant de la taxe s’élevait à 300 euros la tonne par le Sénat. Il était prévu qu’elle augmente de 200 euros chaque année dans le but d’atteindre le montant d’imposition de 900 euros en 2020. Par la suite, les députés avaient limité cette taxation à 90 euros en 2016. La disposition sera finalement abandonnée. En effet, en juin 2016, l’Assemblée renonce pour la troisième fois à la taxe Nutella, visant à aligner la taxation de l’huile de palme, très peu taxée, sur celle de l’huile d’olive. Les protestations des principaux producteurs mondiaux d'huile de palme comme l’Indonésie ou la Malaisie qui détiennent 98% de la production mondiale sont en partie responsables de ce changement de position. La difficulté de créer une taxe visant une seule huile est également évoquée. Les députés ont finalement voté un amendement du gouvernement dont l’objectif est de revoir dans les six prochains mois « le dispositif actuel de taxation des huiles alimentaires, afin notamment de le simplifier et de favoriser les productions dont la durabilité fait l’objet de critères objectifs ». 

### Retrait de la liste des biocarburants en France
L'Assemblée nationale française a voté le 19 décembre 2018, contre l'avis du gouvernement, un sous-amendement au projet de la loi de finances 2019 disposant que les produits à base d'huile de palme ne sont pas considérés comme des biocarburants. De ce fait, l'huile de palme perd, à partir de 2020, l'avantage fiscal lié à l'incorporation de substances végétales dans un carburant fossile ; elle ne pourra plus échapper à la taxe générale sur les activités polluantes (TGAP) majorée qui s'applique en dessous d'un certain taux de mélange (7 % en moyenne pour l'ensemble des carburants).
Cette mesure a été critiquée par la Malaisie (deuxième producteur mondial d'huile de palme) puisqu'elle compromet l'import d'huile de palme par Total pour sa bioraffinerie décriée de La Mède (importation que Total s'est engagé à limiter à 300 000 tonnes/an).
Défendu par sept députés de la droite et du centre (MoDem, LREM et LR), un amendement, également soutenu par le gouvernement, prévoyant le report à 2026 de la suppression de l’huile de palme de la liste des agrocarburants est adopté le 14 novembre 2019. Cette décision se traduira par un avantage fiscal à Total évalué entre 70 et 80 millions d’euros. Le député LREM Mohamed Laqhila estime qu’il s’agit d’être « responsable » et d’accompagner l’industriel Total et ses investissements. Dès le lendemain, la commission des Finances a approuvé à l’unanimité la tenue d’une nouvelle délibération par rapport à cet amendement ; le premier ministre Edouard Philippe demande lui aussi que l’Assemblée puisse revoter le texte. L’amendement, présenté par des élus MoDem, LREM et LR des Bouches-du-Rhône, avait reçu un avis défavorable du rapporteur général Joël Giraud (LREM), n’avait pas été défendu au micro en séance et n’avait pas fait l’objet du moindre débat. Finalement, le 15 novembre, l'amendement est rejeté à la quasi-unanimité de l'Assemblée nationale. Mais une note de la Direction générale des Douanes et Droits indirects datée du 19 décembre 2019 maintient toutefois l'exonération pour un sous-produit de l'huile de palme, les distillats d'acides gras de palme (en anglais Palm Fatty Acid Distillate - PFAD) qui bénéficie ainsi de la niche fiscale de la « taxe incitative relative à l’incorporation de bio-carburants » (TIRIB). Les associations Canopée et Les Amis de la Terre déposent un recours en référé devant le Conseil d’Etat pour excès de pouvoir et faire annuler cette note des douanes qui permet à Total de bénéficier en outre d'un avantage fiscal. Le juge des référés rejette le 24 janvier 2020 le recours en référé  pour défaut du caractère d'urgence. Cependant, le Conseil d'État, saisit par un nouveau recours des deux associations auxquelles se joint Greenpeace, doit trancher cette question sur le fond avant l'été 2020,,. Fin 2020, le statut des PFAD ne fait toujours pas l'objet de clarification.
Finalement, le Conseil d'État confirme, le 24 février 2021, que tous les produits à base d’huile de palme sont exclus des biocarburants.
En juillet 2021, Total Énergies annonce qu'elle utilisera moins de 100 000 tonnes d'huile de palme en 2021 pour ses agrocarburants et plus du tout à compter de 2023, au profit de la filière de récupération d'huile de friture et de graisse animale, ce qui restera rentable pour sa raffinerie de La Mède (Bouches-du-Rhône), décriée dès son projet, dont en raison de l'insuffisance de son étude d'impact sur effets directs et indirects sur le climat.

## Santé

### Acides gras saturés
Historiquement, la production d'huile de palme s'est développée afin de remplacer l'utilisation des huiles végétales hydrogénées dans l'industrie alimentaire, car celles-ci contribuent aux maladies cardio-vasculaires en augmentant le taux de mauvais cholestérol (LDL-cholestérol) tout en diminuant le taux de bon cholestérol (HDL-cholestérol). 
Cependant, les acides gras saturés, qui composent l'huile de palme pour moitié, augmentent aussi le taux de mauvais cholestérol dans le sang et peuvent donc aussi entraîner des risques cardio-vasculaires. Mais, contrairement aux acides gras trans, les acides gras saturés augmentent également le bon cholestérol (HDL-cholestérol).
Les dangers des acides gras saturés pour la santé sont de plus en plus évoqués. Un lien statistique existe entre le taux d’acides gras saturés dans l’alimentation, l’hypercholestérolémie et la surmortalité des Occidentaux par maladie cardio-vasculaire si les proportions idéales entre les différents types d’acides gras ne sont pas respectées dans l’alimentation,. Ce danger est d'autant plus insidieux que d’une part, les instances de santé ont surtout mis en garde la population contre les acides gras d’origine animale dans la prévention cardiovasculaire, et que d'autre part, il n’y a pas à ce stade d’obligation d’affichage (l’huile de palme figurant le plus souvent dans les compositions des aliments sous la mention d’« huile végétale »),,.
La présence d’huile de palme dans le lait artificiel en poudre pour bébé inquiète certains parents. Toutefois, les nourrissons ont un besoin particulier d’acides gras saturés. La composition de l’huile de palme avec 50 % d’acides gras saturés est proche de celle du lait maternel. Malgré cette composition, l’absorption des acides gras n'est pas identique entre l'huile de palme et le lait et l'huile de palme réduit l’absorption de calcium.
Une méta-analyse, reprenant toutes les études publiées sur le sujet, publiée en mai 2015, donne pour conclusion que l'huile de palme a un impact négatif sur le taux de cholestérol semblable à celui des graisses animales, pas beaucoup plus faible que celui des graisses hydrogénées, et bien plus fort que celui des huiles végétales riches en acides gras insaturés. Les auteurs soulignent que les études montrant un impact moins négatif de cette huile sont généralement de mauvaise qualité scientifique.

### Contaminants
Les esters glycidyliques d’acides gras (GE), le 3-monochloro-propanol-1,2-diol (3-MCPD) et le 2-monochloro-propanol-1,2-diol (2-MCPD) sont retrouvés particulièrement dans les huiles et graisses de palme, en raison de leur raffinage à des températures élevées (à 200°C environ). Comme le glycidol, composé parent des GE, est considéré génotoxique et cancérigène, l'EFSA n'a pas fixé de seuil de sécurité pour les GE. Selon la présidente du CONTAM (groupe d’experts de l’EFSA sur les contaminants de la chaîne alimentaire), « L’exposition des bébés consommant uniquement des préparations pour nourrissons constitue une inquiétude particulière car elle atteint jusqu’à dix fois le niveau considéré comme peu préoccupant pour la santé publique ». La dose journalière tolérable (DJT) fixée par l'EFSA pour le 3-MCPD et ses esters d’acides gras était de 0,8 microgrammes par kilogramme de poids corporel (µg/kg de poids corporel/jour) en 2016, augmentée à 2 µg/kg de poids corporel/jour en 2017, d'après les éléments de preuve reliant cette substance à des lésions affectant les organes observées dans les essais sur des animaux et les effets néfastes possibles sur les reins et sur la fertilité masculine,. D'après l'EFSA, il n'y a pas suffisamment de données pour fixer un seuil de sécurité pour le 2-MCPD.

### Films
- Édouard Bergeon, La Promesse verte, 2024
- Émilie Lancon, Palme, une huile qui fait tache, Magneto Presse, 2013
- Patrick Rouxel, Green, 2009